# Бубнов, Дмитрий Михайлович
Дмитрий Михайлович Бубнов (1901 — ?) — советский хозяйственный, государственный и политический деятель.

## Биография
Родился в 1901 году в Туле. Член ВКП(б) с 1924 года.
С 1913 года - на хозяйственной, общественной и политической работе. В 1913-1940 гг. — в медно-литейной мастерской, токарь механической мастерской Тульского оружейного завода, в РККА, контрольный мастер, техник по восстановительным работам, помощник бригадира оружейного завода, на Горьковском автомобильном заводе, конструктор в экспериментальном научно-исследовательском институте станков, старший мастер, инженер-методист отдела кадров, начальник планово-производственного отдела Тульского оружейного завода, председатель Тульского горисполкома, директор завода № 460 Наркомата боеприпасов.
Избирался депутатом Верховного Совета РСФСР 1-го созыва.